# Examnes ponapensis
Examnes ponapensis là một loài bọ cánh cứng trong họ Cerambycidae.